# Luigi Greco Cassia
Luigi Greco Cassia (Siracusa, 30 ottobre 1815 – Siracusa, 22 maggio 1890) è stato un politico italiano.
Fu senatore del Regno d'Italia nella XV legislatura.
Massone, membro del Grande Oriente d'Italia, nel 1874, 1877 e 1879 fu membro del Gran Consiglio dell'Ordine.